# Tolland (Massachusetts)
Tolland é uma vila localizada no condado de Hampden no estado estadounidense de Massachusetts. No Censo de 2010 tinha uma população de 485 habitantes e uma densidade populacional de 5,71 pessoas por km².

## Geografia
Tolland encontra-se localizado nas coordenadas 42° 06′ 07″ N, 73° 02′ 05″ O. Segundo o Departamento do Censo dos Estados Unidos, Tolland tem uma superfície total de 84.94 km², da qual 81.73 km² correspondem a terra firme e (3.78%) 3.21 km² é água.

## Demografia
Segundo o censo de 2010, tinha 485 pessoas residindo em Tolland. A densidade populacional era de 5,71 hab./km². Dos 485 habitantes, Tolland estava composto pelo 95.26% brancos, o 1.24% eram afroamericanos, o 1.03% eram amerindios, o 0.21% eram asiáticos, o 0% eram insulares do Pacífico, o 0.41% eram de outras raças e o 1.86% pertenciam a duas ou mais raças. Do total da população o 1.24% eram hispanos ou latinos de qualquer raça.